# Лесополь
Лесополь (укр. Лісопіль) — село в Малолюбашанской сельской общине Ровненского района Ровненской области Украины.
До 2020 года входило в Костопольский район.
Население составляет ↘1114 человек. Почтовый индекс — 35044. Телефонный код — 3657. Код КОАТУУ — 5623483903.